# Trzy Dni Później
Trzy Dni Później – polska grupa muzyczna założona w 2000 w Głogowie przez Joannę Piwowar, Martę Groffik-Perchel i Martę Piwowar.
W 2003 zespół Trzy Dni Później zdobył pierwszą nagrodę na Studenckim Festiwalu Piosenki. Ich "Kołysanka dziecinna" przez pół roku gościła na Liście Przebojów Programu Trzeciego Marka Niedźwieckiego. W 2004 w Konkursie "Pamiętajmy o Osieckiej" Trzy Dni Później wywalczył II Nagrodę. Jej wynikiem stało się nagranie płyty z tekstami Bolesława Leśmiana i Agnieszki Osieckiej. W 2014 zespół otrzymał Grand Prix XVII Konkursu Muzyki Folkowej Polskiego Radia "Nowa Tradycja"

## Skład
- Joanna Piwowar – śpiew, teksty
- Marta Groffik-Perchel – śpiew
- Marta Piwowar – śpiew
- Krzysztof Łochowicz – gitara
- Paweł Odorowicz – altówka

## Dyskografia

### Trzy Dni Później
Trzy Dni Później – debiutancki album wydany w 2005 przez wytwórnię Dalmafon (nr katalogowy DAL CD 085).
1. Młodność (sł. i muz. Joanna Piwowar)
2. Kobieta jesienna (sł. i muz. Joanna Piwowar)
3. Opętaniec (sł. i muz. Joanna Piwowar)
4. Pani domu (sł. i muz. Joanna Piwowar)
5. Sklepy iluzji (sł. Aldona Kiełbasa, muz. J. Piwowar)
6. Preludium (sł. i muz. Joanna Piwowar)
7. Boska tragedia (sł. i muz. Joanna Piwowar)
8. Wy-rok (sł. i muz. Joanna Piwowar)
9. Ovoc (sł. i muz. Joanna Piwowar)
10. Kołysanka dziecinna (sł. i muz. Joanna Piwowar)
11. Nużący (sł. i muz. Joanna Piwowar)
12. Jesień (sł. muz. Kazik Staszewski, Olaf Deriglasoff)

### Gdybym
Gdybym – drugi studyjny album wydany w 2009 również przez Luna Music. Powstał do tekstów Bolesława Leśmiana.
1. "We śnie – intro"
2. "Gdybym"
3. "Tajemnica"
4. "We śnie I"
5. "Królewna"
6. "We śnie II"
7. "Śni się lasom"
8. "Królewna (a capella)"
9. "Samotność"
10. "Szewczyk"
11. "Ja nie chcę spać"
12. "Księżycowy"

### Pokój jej cieniom
Pokój jej cieniom – album wydany w 2014 przez For Tune.
Zbiór autorskich, oraz zebranych impresji muzycznych, które zespół zadedykował swoim Babciom. Obok muzycznych wspomnień  bliskich, pojawiają się na płycie również utwory oparte na twórczości Anny Louise Karsch (urodzonej w XVIII w Świebodzinie poetki, uznanej za pruską Safonę) oraz na wspomnieniach głogowianki żydowskiego pochodzenia Ester Golan (urodzonej w Głogowie na początku XX wieku). Rzeczywistość opisana w tym albumie, widziana również ich oczami, to próba uratowania ponadczasowego świata, w którym człowieka nie definiuje jego narodowość, pochodzenie, czy status społeczny, ale działania, jakie podejmuje, aby ocalić człowieczeństwo w sobie i w innych.
1. Ester
2. Oj lulaj, lulaj (melodia ludowa z rzeszowskiego)
3. Ester (woda)
4. Anne
5. Latorośl (melodia ludowa ze zbiorów Oskara Kolberga)
6. Ester (powietrze)
7. Anne (ogień)
8. Kołysanka dziecinna
9. Uśnijże (melodia ludowa z lubelskiego)
10. Anne (ziemia)
11. Wyjście